# (8000) Isaac Newton
(8000) Isaac Newton es un asteroide perteneciente al cinturón de asteroides descubierto el 5 de septiembre de 1986 por Henri Debehogne desde el Observatorio de La Silla, Chile.

## Designación y nombre
Isaac Newton recibió inicialmente la designación de 1986 RL5.
Más adelante, en 1998, se nombró en honor del físico y matemático inglés Isaac Newton (1643-1727).

## Características orbitales
Isaac Newton orbita a una distancia media de 3,064 ua del Sol, pudiendo alejarse hasta 3,322 ua y acercarse hasta 2,807 ua. Tiene una excentricidad de 0,08408 y una inclinación orbital de 9,736 grados. Emplea en completar una órbita alrededor del Sol 1959 días. El movimiento de Isaac Newton sobre el fondo estelar es de 0,1837 grados por día.
Pertenece a la familia de asteroides de (221) Eos.

## Características físicas
La magnitud absoluta de Isaac Newton es 12,3.